# Sardinella tawilis
Sardinella tawilis (Herre, 1927) è un pesce di acqua dolce appartenente alla famiglia Clupeidae.

## Distribuzione e habitat
A differenza delle altre specie appartenenti al genere Sardinella, che vivono in acque marine o salmastre, questa specie è endemica del Lago Taal, nelle Filippine.

## Descrizione
Il corpo è fusiforme e allungato, la colorazione è grigia, argentea sui fianchi e più scura sul dorso. La lunghezza massima registrata è di 15,2 cm per gli esemplari femminili e di 12 per i maschi.

## Biologia

### Alimentazione
La sua dieta è composta da invertebrati acquatici come copepodi (Ciclopoidi, Calanoidi) e cladoceri (Ceriodaphnia, Bosmina, Moina.)

### Riproduzione
È oviparo, la fecondazione è esterna. Non ci sono cure nei confronti delle uova.

## Conservazione
Questa specie, pur non essendo particolarmente importante dal punto di vista commerciale, è minacciata dalla pesca eccessiva oltre che dall'inquinamento e dall'introduzione di specie alloctone come Sarotherodon melanotheron e Oreochromis niloticus.